# Vicky Foods

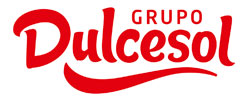
Antiguo logotipo de la empresa.

Vicky Foods, antiguamente Grupo Dulcesol o Dulcesol, es un grupo de alimentación español fundado en 1952 en Villalonga, por Victoria Fernández Prieto y su marido Antonio Juan, que comercializa sus productos en España, Portugal, Francia, Italia, Reino Unido, Marruecos y Argelia principalmente pero que también exporta a más de 50 países. En la actualidad es el primer grupo en volumen en el mercado español en repostería y bollería dulce y el segundo en pan de molde y bollería salada.

## Historia
Vicky Foods es un grupo empresarial propiedad de la familia Juan y de capital íntegramente español, cuyos orígenes se remontan a principios de la década de 1950 y se inician a partir de un pequeño negocio de panadería en Villalonga (Comunidad Valenciana).
En 1976 comienza a comercializar sus productos de bollería y pastelería bajo la marca comercial Dulcesol y aumenta su distribución especialamante en la zona de levante, Castilla y Andalucía. En años suscesivos la cobertura fue a nivel nacional y en los noventa emprezó las primeras exportaciones.
Desde 2020 el Holding integra cuatro plantas dedicadas a la fabricación ubicadas en Gandía, Villalonga y Játiva (España) y en Argelia. En los últimos años, la empresa ha iniciado la producción de nuevos productos como las cremas de untar, alimentación infantil y platos preparados refrigerados. Además desde 2014 cuenta con una planta en Sig, cerca de Orán. El Grupo también cuenta con su propia granja ovo-productora con medio millón de gallinas ponedoras para autoabastecerse de huevos frescos y con una fábrica de impresión de material flexible que realiza todo el material de envases. También se incluye una amplia red de 23 Delegaciones comerciales repartidas por el España, Argelia, Reino Unido y Francia que surten tiendas y plataformas logísticas. 
En el año 2000 el grupo supera los 100 millones de facturación con 1125 empleados. Premio Nova a la Mujer Emprendedora a Doña Victoria Fernández Prieto, Cofundadora y Presidenta del Grupo.
En 2005 se superan los 175 millones de facturación con 1720 empleados.[cita requerida]
En 2010 termina la construcción de la línea de pan de molde más grande de España.[cita requerida] En ese mismo año es el primer fabricante en España en eliminar las grasas hidrogenadas y sus grasas trans asociadas de sus productos.
En 2013 el grupo prevé superar la facturación de 250 millones de euros. Finaliza la inversión de la planta de alimentación infantil. 
En 2014 opera la primera planta fuera de España, en Argelia, en la ciudad de Sig, en la provincia de Muaskar comenzando así su internacionalización. Además alcanza los 292 millones de facturación.
En 2015 pasa a formar parte del Foro de Marcas Renombradas Españolas reafirmando su vocación de internacionalización. Cierra el año con 303 millones de euros.
En 2016 lanza dos gamas innovadoras, una línea de bollería con alga Chlorella y otra popularizando un producto gourmet, los macarons.
En 2017 continúa su estrategia de diversificación con pan y bollería congelada con su nueva marca Hermanos Juan, en octubre con cremas de agricultura ecológica Naturcrem y a finales de año con smoothies funcionales y de agricultura ecológica Be Plus.
En 2018 presenta nueva web corporativa donde muestra su estrategia de diversificación e internacionalización
En junio de 2019 cambia el nombre del holding por Vicky Foods para reflejar su cambio de estrategia y su nueva realidad como empresa multicategoría, multimarca y orientada a la internacionalización.
El verano de 2020 anuncia ser la primera empresa en comenzar a usar de forma masiva envases 100% biodegradables según normativa ISO17556 de la UE.
En 2021 su core business pasa a centrarse en los productos de panadería. Ese mismo año también fallece la cofundadora de la empresa.
En 2024 coloca la última piedra de la nueva planta de producción en Francia

## Productos
Repostería y bollería
- Soles: "Soles azúcar", "Soles Cacao", "Soles zebra" y "Soles Pinkys"
- Mini Soles: "MiniSoles cacao" y "MiniSoles zebra"
- Solettes: "Solettes cream y cacao" y "Solettes rellenos cacao"
- Pandorino: "Pandorino original" y "Pandorino natilla"
- Dulcesol Black: macarons, pastelitos y muffins.

Además existe una oferta de más de 120 productos distintos como napolitana, pastelitos, cañas, tortas de aceite, brazo gitano, bracitos, búlgaros, rosegones, magdalenas, cruasanes, bocaditos, lazos, palmeras, ensaimadas, tartas de manzana, sobaos, bizcochos, plum cakes, miguelitos, etc.

Panadería
- Pan de molde Dulcesol (blanco e integral, normal y sin corteza)
- Panecillos suecos tostados (normal, integral, tomate-orégano y con ajo)
- Pan Burger (diversas variedades) y para Hotdogs
- Panes especiales multicereales, espelta, avena, centeno, ecológico, rústico y otros.
- Tortillas de harina de trigo

Alimentos para bebés e infantiles
- Tarritos y bolsitas de frutas con diversas recetas
- Tarritos y bolsitas BIO certificadas como agricultura ecológica de la UE.

Bebidas
Smoothies y bebidas personalizadas

Platos preparados refrigerados
Productos listos para consumir con ingredientes naturales, sin conservantes ni colorantes, etiqueta limpia, muchos de ellos de base vegetal y aptos para veganos.